# Liste der Biografien/Weib
Liste der Biografien |
Portal Biografien |
Personensuche
# |
A |
B |
C |
D |
E |
F |
G |
H |
I |
J |
K |
L |
M |
N |
O |
P |
Q |
R |
S |
T |
U |
V |
W |
X |
Y |
Z |
?
 
Wa |
Wc |
Wd |
We |
Wh |
Wi |
Wj |
Wl |
Wn |
Wo |
Wr |
Ws |
Wt |
Wu |
Ww |
Wy |
Wz
 
Wea |
Web |
Wec |
Wed |
Wee |
Wef |
Weg |
Weh |
Wei |
Wej |
Wek |
Wel |
Wem |
Wen |
Weo |
Wep |
Wer |
Wes |
Wet |
Weu |
Wev |
Wew |
Wex |
Wey |
Wez
 
Weia |
Weib |
Weic |
Weid |
Weie |
Weif |
Weig |
Weih |
Weij |
Weik |
Weil |
Weim |
Wein |
Weip |
Weir |
Weis |
Weit |
Weix |
Weiz
Die Liste der Biografien führt alle Personen auf, die in der deutschsprachigen Wikipedia einen Artikel haben. Dieses ist eine Teilliste mit 44 Einträgen von Personen, deren Namen mit den Buchstaben „Weib“ beginnt.

## Weib

### Weibe
- Weibel, Schweizer Sportschütze
- Weibel, Andrea (* 1966), Schweizer Schriftstellerin
- Weibel, Antoinette (* 1969), schweizerische Hochschullehrerin für Personalmanagement
- Weibel, Benedikt (* 1946), Schweizer Manager
- Weibel, Charles (* 1950), US-amerikanischer Mathematiker
- Weibel, Ewald (1929–2019), Schweizer Anatom und Elektronenmikroskopiker
- Weibel, Franziska, Schweizer Tischtennisspielerin
- Weibel, Gottfried (1886–1965), deutscher Landrat des Landkreises Südwestpfalz
- Weibel, Jakob Samuel (1771–1846), Schweizer Kleinmeister, Maler und Kupferstecher
- Weibel, Jürg (1944–2006), Schweizer Lehrer, Journalist und Schriftsteller
- Weibel, Kaj (* 2002), Schweizer Politiker (Grüne)
- Weibel, Keijo (* 2000), schweizerisch-finnischer Eishockeyspieler
- Weibel, Lars (* 1974), Schweizer Eishockeytorhüter
- Weibel, Paul (1943–2023), Schweizer Schauspieler, Hörspielsprecher, Theatermacher und Regisseur
- Weibel, Peter (1944–2023), österreichischer KünstlerPeter Weibel (1944–2023)

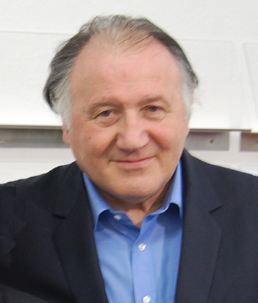
Peter Weibel (1944–2023)

- Weibel, Peter (1950–2017), deutscher Radrennfahrer und -trainer
- Weibel, Rainer (1921–2002), Schweizer Unternehmer und Politiker
- Weibel, Renée (* 1984), Schweizer Schauspielerin
- Weibel, Rolf (* 1939), Schweizer Theologe und Fachjournalist
- Weibel, Rosa (1875–1953), Schweizer Lyrikerin und Schriftstellerin
- Weibel, Thomas (* 1954), Schweizer Politiker
- Weibel, Thomas (* 1962), Schweizer Journalist, Autor und Dozent
- Weibel, Willy (1906–1990), Schweizer Sprinter
- Weibeler, Aileen (* 1999), deutsche Politikerin, Bundesvorsitzende des RCDS (seit 2022)
- Weiber, Rolf (* 1957), deutscher Volkswirt und Hochschullehrer
- Weiberg, Friedrich (1870–1946), deutscher Verwaltungsbeamter und Bürgermeister
- Weiberg, Fritz (1900–1977), deutscher Politiker (SPD), MdL
- Weiberg, Heinrich (1911–1984), deutscher Geheimdienstoffizier und Generalmajor des MfS
- Weiberlen, Gertrud (1891–1985), deutsche Malerin und Bildhauerin
- Weibezahl, Roland (1817–1871), deutscher Lithograf und Zeichner
- Weibezahn, Albert (1840–1898), deutscher Richter und Parlamentarier
- Weibezahn, Carl (1804–1844), Erweckungsprediger in Osnabrück

### Weibh
- Weibhauser, Johann Georg (1806–1879), deutscher Maler

### Weibl
- Weible, Walter Leo (1896–1980), US-amerikanischer Generalleutnant der US Army
- Weiblen, Walter (* 1955), deutscher Politiker (PBC, AUF) und Unternehmensberater
- Weibler, Jürgen (* 1959), deutscher Ökonom und Hochschullehrer, Professor für Personalführung und Organisation

### Weibn
- Weibnom, Johann Theobald von († 1691), lothringischer Kavallerie-Offizier

### Weibo
- Weibold, Gerhard (* 1951), österreichischer Unternehmer und Hochschullehrer
- Weibold, Hans (1902–1984), österreichischer Landschaftsmaler des Naturalismus

### Weibr
- Weibrecht, Andrew (* 1986), US-amerikanischer Skirennläufer
- Weibrecht, Hans (1911–1945), deutscher SS-Führer

### Weibu
- Weibull, Jörgen W. (* 1948), schwedischer Ökonom und Spieltheoretiker
- Weibull, Martin (1835–1902), schwedischer Historiker
- Weibull, Waloddi (1887–1979), schwedischer Ingenieur und Mathematiker